# Mirfelderbusch

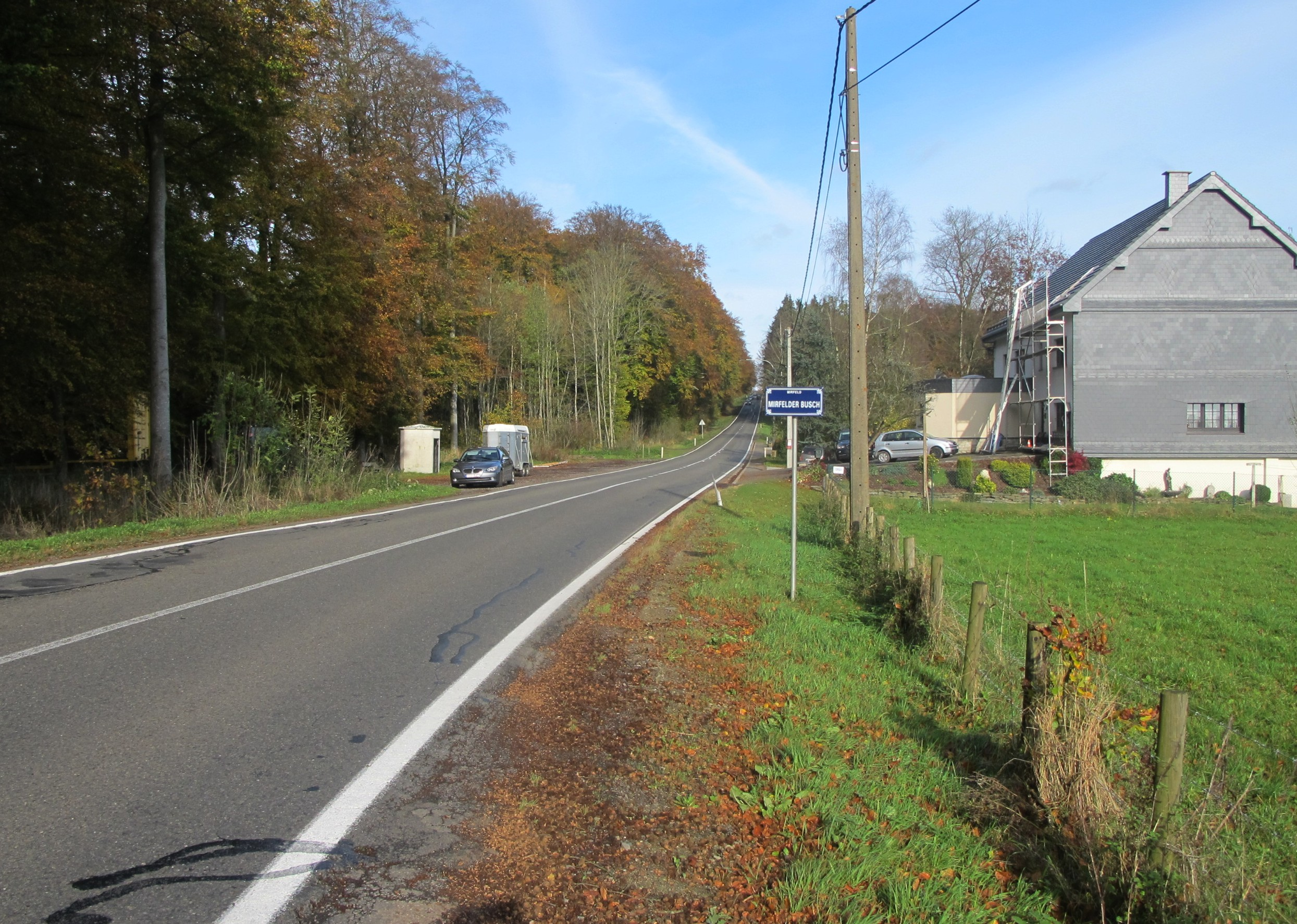
Mirfelder Busch

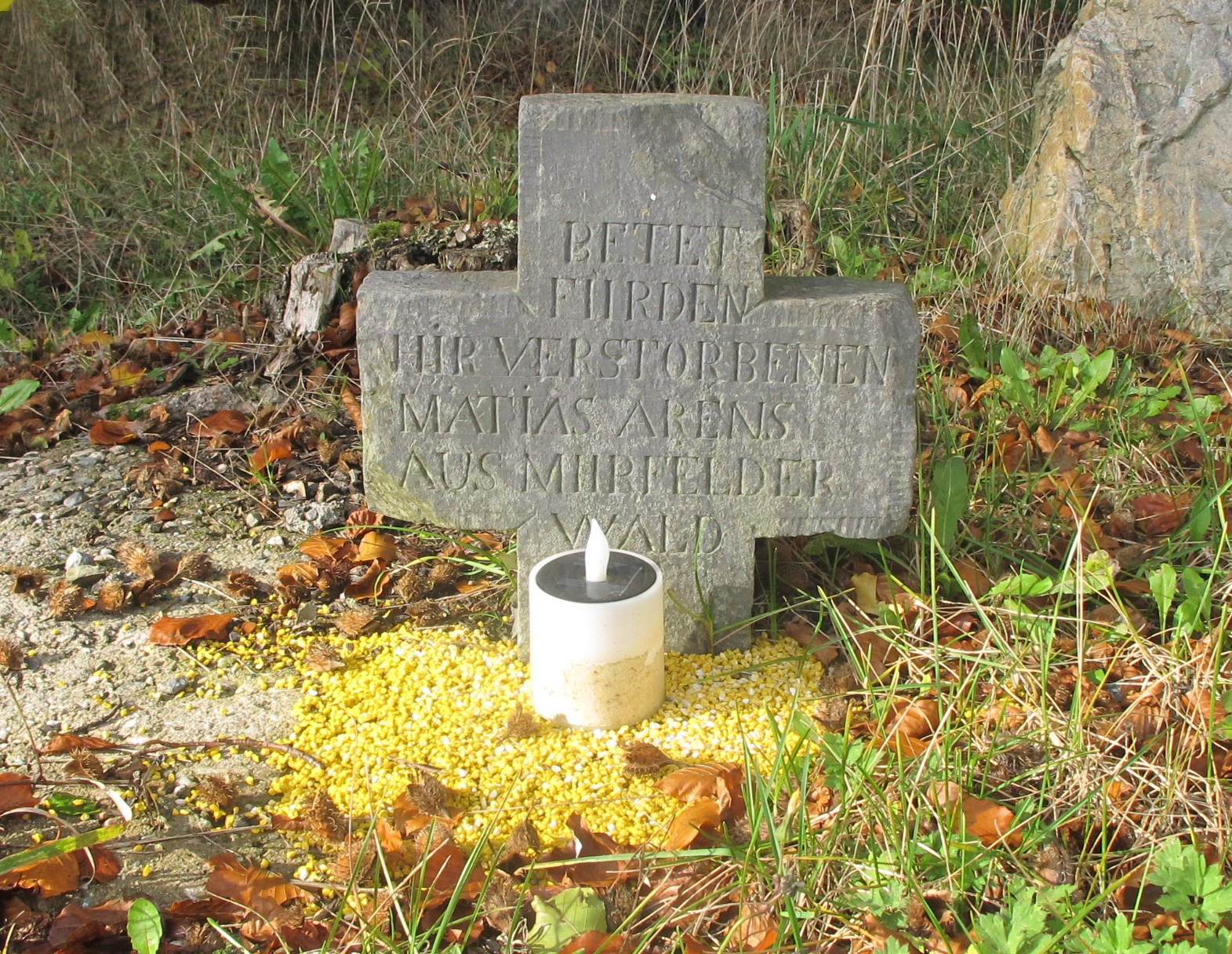
Gedenkkreuz am Mirfelder Busch

Mirfelderbusch oder Mirfelder Busch ist ein Waldgebiet sowie ein gleichnamiger Ortsteil Mirfelds in der Großgemeinde Amel im deutschsprachigen Osten Belgiens. Heute befinden sich dort 4 Häuser. Der Ort befindet sich rund 1,5 Kilometer nordöstlich von Mirfeld an der Nationalstraße N658 von Amel nach Büllingen. Das beiderseits dieser Straße gelegene Waldgebiet erstreckt sich zwischen den benachbarten Dörfern Heppenbach und Möderscheid. Die weitere Umgebung ist durch landwirtschaftliches Grünland geprägt.
Auch gibt es in Mirfelderbusch noch einige gut erhaltene Blausteinkreuze, die alle auf das späte 18. Jahrhundert datiert werden können.

## Geschichte
Seit dem 16. Jahrhundert hat es in Mirfelderbusch nachweislich einen großen, jährlich abgehaltenen Viehmarkt gegeben, den Aegidiusmarkt. Jeden Montag nach dem Ägidiustag wurden dort bis zu 1500 Stück Vieh zusammengetrieben.
Während der Ardennenoffensive wurde ein amerikanisches Nachschublager im Wald angelegt; somit war der Mirfelderbusch ein strategisch wichtiger Punkt für die Amerikaner.

## Tourismus
In Mirfelderbusch existiert ein Privatmuseum, das historische landwirtschaftliche Geräte ausstellt, von denen einige noch aus dem 19. Jahrhundert stammen. Die Sammlung umfasst 2500 Exponate.
Eine angebliche altbekannte Heilquelle, der Lincksborn, befindet sich am nördlichen Ausgang des Waldes.